# Купцов Валерій Євдокимович
Купцов Валерій Євдокимович (нар. 10 січня 1935, Хабаровськ, РСФРР — пом. 23 травня 2021, Миколаїв, Україна) — радянський і український художник. Член Національної спілки художників України (1971).

## Життєпис
Народився 10 січня 1935 року у місті Хабаровськ в РСФРР (зараз — Росія). 
Під час війни у віці шести років разом з родиною був евакуйований до міста Омськ, де і залишався до моменту переїзду в Миколаїв.
Вступив на художньо-графічний факультет за спеціальністю «художник-графік, живописець» до Омського державного педагогічного інституту імені М. Горького, який закінчив у 1966 році.
З 1967 року брав участь в республіканських і зональних виставках у містах Омськ, Красноярськ, Москва і Тюмень.
У 1971 році отримав запрошення до Миколаєва, де за короткий час став провідним художником-проєктувальником міста. В тому ж році став членом Національної спілки художників України і її Миколаївської організації.
Працював головним художником міста, брав участь в сучасному його оформленні, у створенні дитячого містечка «Казка», де виготовив вітраж на тему «Стародавні міста» і мозаїчне панно в амфітеатрі «Казки». Розробив ескіз декоративного панно «Спорт», проєкт меморіалу в селі Жовтневе Миколаївської області (нині – Корабельний район міста Миколаєва) та проєкт оформлення автовокзалу в Миколаєві.
Серйозно вивчав життя і побут народів Сибіру і Середньої Азії, що також дало відбиток у його творчості: серії графічних аркушів «Земля Двінська», «Північ Сибіру», «Самарканд», «Про Помор'я».
Брав участь у республіканських, обласних, всесоюзних і міжнародних виставках у Болгарії, Канаді, США, Німеччині, Швейцарії, Нідерландах, Швеції.
На республіканській книжковій виставці «Художник і книга» у 1982 році отримав нагороду у вигляді диплома Спілки художників УРСР за серію ілюстрацій до книги Сайге «Гірська хатина» (1981).
У тому ж році побував у туристичній поїздці по Японії, якій присвячений цілий пласт творчості Купцова. У грудні 2009 року у виставковому залі Національної спілки художників України відкрилася ювілейна персональна виставка Валерія Купцова «Хроніка самурая». На ній представлено 29 живописних робіт, 29 акварельних, 4 ієрогліфи. 
Помер 23 травня 2021 року під час хвороби на COVID-19.

## Творчий доробок

### Вибрані твори
- «Убитый в дождливый полдень» (1985);
- «Дожди пятой луны» (1981);
- «В каждом сердце родит печаль» (1981);
- «Поздние яблоки» (1981);
- Серія графічних аркушів «Земля Двинская» (1969);
- Серія ілюстрацій до роману О. Черкасова «Хміль» (1969);
- Серія графічних аркушів до роману С. Бородіна «Дмитрий Донской» (1972);
- Триптих «Корабели» (1972);
- Мозаїчне панно в амфітеатрі дитячого містечка «Казка» (1982);
- Вітраж «Стародавні міста» в дитячому містечку «Казка» (1982);
- Проєкт оформлення автовокзалу в Миколаєві.

### Вибрані виставки

#### Республіканські, міжнародні, обласні
- Зональна виставка «Сибір соціалістична» (Омськ, Красноярськ, 1967);
- Республіканська виставка «Графіки Сибіру в Москві» (Москва, 1967);
- Обласна виставка в обласному художньому музеї імені В. В. Верещагіна (Миколаїв, 1972);
- IV Республіканська виставка естампа (Київ, 1977);
- IV Республіканська виставка акварелі (Львів, 1977);
- V Всесоюзна виставка акварелі (Москва, 1978);
- IV Республіканська виставка малюнку (Київ, 1978);
- Республіканська виставка «Графіка і акварель Радянської України» (1978);
- Всесоюзна художня виставка «Фізкультура і спорт» (1979);
- Всесоюзна художня виставка «Блакитні дороги Батьківщини» (1979);
- VI Всесоюзна виставка акварелі (Москва, 1981);
- Республіканська виставка «Художник і книга» (Київ, 1981);
- V Республіканська виставка малюнку (Київ, 1981);
- Республіканська виставка «Луб'янська весна» (1981);
- VI Всесоюзна виставка естампа (Москва, 1981);
- Обласна виставка «40 років визволення Миколаївщини від німецько-фашистських загарбників» (Миколаїв, 1984);
- Всесоюзна виставка «Образотворче мистецтво УРСР» (Москва, 1985);
- Обласна виставка «Худоники і край» в обласному художньому музеї імені В. В. Верещагіна (Миколаїв, 1993)[3].

#### Персональні
- Персональна виставка в обласному художньому музеї імені В. В. Верещагіна (Миколаїв, 1978);
- Персональна виставка «Колір ностальгії»;
- Персональна виставка «Коханці в кімоно»[3];
- Персональна виставка у виставковій залі Миколаївського будинку художників (Миколаїв, 2021).

## Сім'я
- Тетяна Михайлівна Купцова — дружина. Радянська і українська художниця, живописець і графік. Член Національної спілки художників України, заслужений художник України.
- Юлія Валеріївна Гур'єва — донька. Українська художниця, живописець. Член Національної спілки художників України.

## Нагороди
- Диплом Спілки художників УРСР (1981).